# 壁村耐三
壁村 耐三（かべむら たいぞう、1934年2月21日  - 1998年12月8日）は、日本の漫画編集者。『週刊少年チャンピオン』の黄金時代を築いた名物編集長としても知られる。

## 生涯
岡山県出身（日外アソシエーツ現代人物情報では「大分県出身」）。岡山県立倉敷工業高等学校中退後、同じく岡山県出身の秋田書店社長の秋田貞夫から同郷のよしみで誘われ、1958年に秋田書店に入社。編集者になるまで漫画を読んだことがなかったといわれる。入社してまもなく『まんが王』編集部に配属され、手塚治虫『ぼくのそんごくう』の連載を担当する。『まんが王』には10年以上在籍し、休刊時には最後の編集長を務めた。
『まんが王』の兄弟誌の『冒険王』の編集長に就任。『仮面ライダー』特集で部数を伸ばすことに成功した。
1972年4月10日、『週刊少年チャンピオン』2代目編集長に就任。当時の『チャンピオン』は部数40万部を下回り、同じく週刊少年漫画誌の『週刊少年ジャンプ』や『週刊少年マガジン』、『週刊少年サンデー』に後れをとっていた。壁村は就任早々、横山光輝の『バビル2世』以外の連載を一新し、水島新司の『ドカベン』を例外として原則読み切り形式とする改革を行った。クライマックスを各話に要求し、その上で人気が出たものを連載継続とするという方針をとった。編集長在任中には、『ふたりと5人』、『ドカベン』や『マカロニほうれん荘』、『750ライダー』、『がきデカ』、『ブラック・ジャック』といったヒット作が数多く輩出している。『がきデカ』に関しては、秋田書店の幹部から顰蹙を買っていたが、連載継続を強行している。
壁村が編集長に就任してからの『チャンピオン』は着実に部数を伸ばし、1974年9月9日号に100万部、1977年12月には200万部を突破。『サンデー』や『マガジン』、『ジャンプ』を追い越し、漫画雑誌発行部数トップとなった。
体調を崩したことにより1981年に編集長を辞任。しかし、壁村が退任後の『チャンピオン』は人気作からの引き継ぎがうまくいかずに大幅に部数が減少したため、1985年に編集長に復帰。役員待遇でありながら編集部で指揮を取っていた。この時には立原あゆみの『本気!』の連載を立ち上げている。また1988年3月からは新しく創刊した『ヤングチャンピオン』の編集長も兼任した。1989年に『チャンピオン』編集長を退任した後は編集局長に就任した。
1993年頃より入退院を繰り返し、1994年頃に役員になっていた秋田書店を退社。1998年12月8日、膵臓癌によりで死去。64歳没。
編集長時代の部下には、幻冬舎コミックス社長の伊藤嘉彦、『チャンピオン』9代目編集長の沢考史や、『コミックビーム』編集総長の奥村勝彦らがいる。

## 人物
「常識を壊せ」が口癖で合議制を嫌い、編集会議を開催して多数決をとっても賛成多数のものは使わずに、あえて支持されないものを採用していた。『マカロニほうれん荘』も編集部の全員が反対する中を壁村が独断で連載を決定し、作者の鴨川つばめは壁村が編集長だったから連載が実現した、別の人が編集長だったらあの作品はなかったと思うと語っている。鴨川は壁村は内容に一切注文しなかったとも口にしており、吾妻ひでおも「壁村さんは自由にさせてくれた」と同様のことを述べている。
私生活のトラブルから左小指を指詰めしており、背広には袖を通さず羽織って歩き、他誌の編集長にも怒鳴るなど、ヤクザと誤解されることもあった。鴨川つばめ曰く「あのやくざの組長」。部下だった奥村勝彦によると、本職から盃も受けており、指の欠損は女がらみだという。
身長は当時の男性としては長身で、ダンプカーの運転手などに喧嘩をふっかけ、原稿が遅れた漫画家には「わかった。これから火をつけに行く」と脅すこともあった。
部下に対しても怒鳴る殴る蹴るは当たり前で灰皿やコンパスを投げつけた。一方で人情と義に厚い面もあり、部下をボソッと褒めたり、どこの出版社も避けていた逮捕後の梶原一騎を『ゴッドハンド』事件での因縁がありながら起用しようとしたり、赤塚不二夫のアシスタントだった古谷三敏が赤塚を（赤塚先生ではなく）「赤塚さん」と呼んだときは激怒し、眠り込んでいる他社の手塚治虫担当編集者を起こしてやったりもした。そのほか、資金難に陥って困窮していた写真雑誌『スクランブル』の編集長に「うちで出さないか」と声をかけたり、ライバル誌であった『少年キング』が休刊すると馴染みのベテラン編集者に「ウチ来るか?」と『少年チャンピオン』に招いたりした。『スクランブル』編集長だったライターの本橋信宏は「情にも篤く、敗れ去った者に再度チャンスを与えようとするところがあった」と評している。その本橋が壁村の没後に秋田書店編集者たちに取材すると、かつて怒鳴られたり殴られた部下たちはみな心底嬉しそうな顔をして壁村について語ったという。
無類の酒好きで毎日酒を飲み、漫画家の事務所に行くとお茶代わりに酒が出るほどだった。最終原稿を待つときにも会社近くのバーで酒を飲みながら待っていた。吾妻の『失踪日記』によると日本酒の一気飲みを得意としていたとのこと。
石ノ森章太郎の部屋に同居してアシスタント的立場だった赤塚不二夫にギャグ漫画を描かせて発掘した一人であり、丸山昭と樺島基弘と並んで赤塚の恩人とされた。永井豪に対しても、アシスタントがいればうちの仕事ができるだろうと頼んでいないのにアシスタントとして蛭田充を連れてきて、有無を言わさずに『まんが王』の連載を決めた。
週刊少年チャンピオン夏休み企画としてつのだじろうに依頼した『亡霊学級』が大反響となり、ライバル誌『週刊少年マガジン』（講談社）がつのだの『うしろの百太郎』連載を開始すると、壁村は「うちでやったものを講談社に出すとは何事か」とつのだに食って掛かり、つのだは仕方なくチャンピオンでも『恐怖新聞』を連載することになった。

### 壁村耐三と手塚治虫
『まんが王』の編集者時代には原稿のあまりの遅さに腹を立てて手塚治虫を殴り、翌朝に編集長とともに謝罪したと語っている。
手塚の原稿を破ったも言われるが、この件についてアシスタントだった古谷三敏は、「締め切りに遅れた原稿を床に投げ捨てたことが話が大きくなった」と話している。ただし、手塚が締め切りを破ったこと、それに対して壁村が腹を立てたことはその件以外にもあったとされ、藤子不二雄Aも手塚の原稿を手伝いに行った際、壁村が「酔っぱらって原稿をまき散らした」ことがあったと証言している。
手塚にハサミを投げつけた、実際に手塚プロに殴りこんだ時には手にしていたリンゴを手塚に投げつけた（ただし、投げつけた相手は手塚のマネージャー・松谷孝征とする説もある）など様々な逸話を残している。
一方で劇画ブームの最中にあって人気が落ちていた手塚にオファーを出し、『ブラック・ジャック』の連載をとりつけたことでも知られている。当時の漫画界で手塚は既に過去の人とみなされており、『ブラック・ジャック』は実質的に手塚最後の作品として当初5回の連載を予定して企画されたものだった。社内でも反対の声は大きかったが、壁村は「先生の最後を看取ってやらないか」という台詞でまわりを説得したという。
自分が編集者を辞めるときは、「手塚オソ虫の腕を折る」と語っていたが、実際は手塚のことが大好きで作品にも人柄にも惚れ込んでいたという。壁村の自宅に飾られていた唯一の色紙は手塚の「ブラック・ジャック」だった。手塚の側でも壁村をモデルにしたヤクザのキャラクターを「ブラック・ジャック」に登場させていた。
手塚永眠の数日前に、半蔵門病院に秋田書店の代表として行き、家族の許可を得て病床で面会し会話を交わしたというエピソードが、（一応取材を元に描いたとされる）少年チャンピオン50年史である漫画（魚乃目三太『チャンピオンズ』、秋田書店、2020年）に出てくる。

## 壁村耐三を演じた俳優
- 佐藤浩市「神様のベレー帽〜手塚治虫のブラック・ジャック創作秘話〜」（2013年9月24日）

## 関連事項
- 秋田書店
- 週刊少年チャンピオン